# Retour de flammes
Pour les articles homonymes, voir Retour de flamme (homonymie).
Pour plus de détails, voir Fiche technique et Distribution.
Retour de flammes (Chain of Command) est un film américain réalisé par David Worth en 1994.

## Synopsis
Quelque part au Moyen-Orient… Employé par les services secrets américains, l'agent spécial Merrill Ross est soupçonné d'être un agent double à la solde d'un puissant état pétrolier. Pris au piège d'une situation explosive, seul face aux autorités locales et à ses supérieurs, il n'a personne à qui faire confiance. Il ne lui reste qu'une solution : trouver et éliminer les véritables traîtres…

## Fiche technique
- Réalisation : David Worth
- Scénario : Christopher Applegate et Ben Johnson Handy
- Origine : États-Unis
- Musique : Greg King et David Trevis
- Durée : 1h33
- Genre : action, thriller

## Distribution
- Michael Dudikoff : Merrill Ross
- Todd Curtis
- R. Lee Ermey